# Synodontis schoutedeni
Synodontis schoutedeni, onespot squeaker hay là yellow marbled Synodontis, là tên của một loài cá da trơn và là loài đặc hữu của Cộng hòa Congo và Cộng hòa Dân chủ Congo. Vào năm 1936, nhà ngư học người Bỉ Lore Rose David đã mô tả loài cá này dựa trên mẫu vật thu thập được ở Basongo, Cộng hòa Dân chủ Congo. Tên loài schoutedeni được đặt theo tên của nah2 động vật học người Bỉ Henri Schouteden.

## Mô tả
Màu sắc trên cơ thể của loài cá này là màu kem, cùng với màu hoa cà hơi nâu và có vân cẩm thạch ở trên đầu, cơ thể và vây mỡ (phần vây nằm giữa vây lưng và vây ngực). Những cái vây khác thì trong suốt, có đốm đen. Các cá thể của loài cá này có tuổi càng lớn thì màu sắc càng rõ.
Tương tự như hầu hết các loài cùng chi, loài cá này có phần xương đầu cứng, có gai ở hai bên đầu và có thể vươn rộng ra khi mở mang. Tia đầu tiên của vây lưng và vây ngực thì cứng và có răng cưa. Đuôi thì chia ra làm 2 rất rõ ràng. Hàm trên thì có răng hình nón, còn hàm dưới thì có răng hình chữ S (hay hình cái móc) và có thể di chuyển. Chúng có ba cặp râu, một cặp ở hàm trên thì có màu tối, có thể dài đến gốc vây bụng, hai cặp còn lại thì ở hàm dưới và phân nhánh. Mặt ngoài của vây ngực thì có răng cưa nhưng rất thưa, còn mặt trong thì nhiều răng cưa hơn
Loài cá này khi trưởng thành có thể đạt đến kích thước 12,7 xentimét (5,0 in), dù trong tự nhiên, đã có trường hợp chúng dài đến 17,1 xentimét (6,7 in).

## Môi trường sống
Trong tự nhiên, Synodontis notatus sinh sống ở vùng nước nhiệt đới với nhiệt độ dao động từ 22 đến 26 độ C (72 đến 79 độ F), pH từ 6.0 đến 7.5 và dH 4-15. Chúng sinh sống ở giữa lưu vực sông Congo và vực Malebo và bị con người đánh bắt vì mục đích tiêu dùng.